# 繸裂石竹
繸裂石竹（学名：Dianthus orientalis）为石竹科石竹属的植物。分布在伊朗、高加索以及中国大陆的新疆、西藏等地，生长于海拔900米至4,000米的地区，一般生长在石砾地、山坡草地、干旱石质荒漠或河岸，目前尚未由人工引种栽培。
其种加词“orientalis”意为“东方的”。

## 别名
东方石竹（经济植物手册）

## 异名
- Dianthus fimbriatus M. Bieb. ex Boiss.